# Беликов, Василий Иванович (Герой Советского Союза)
Василий Иванович Беликов (1921—1944) — Герой Советского Союза.

## Биография
Родился в 1921 году в селе Михайловка Кулундинского района Алтайского края в семье крестьянина. Русский. Окончил среднюю школу в г. Славгороде Алтайского края. Жил и работал в Новосибирской области.
В Красную Армию призван Чановским райвоенкоматом Новосибирской области в 1940 году. Участник Великой Отечественной войны с июня 1941 года. Сражался на Западном, Воронежском и 1-м Украинском фронтах. Звание — гвардии сержант. Комсомолец.
Командир отделения автоматчиков 1-го мотострелкового батальона 7-й гвардейской механизированной бригады (3-й гвардейского механизированного корпуса, 47-я армии, Воронежского фронта).
Числится пропавшим без вести в бою в августе 1944 года. В то же время, согласно розыскному делу, переписка с матерью прекратилась в мае 1943 года. В письме Ирине Тихоновне боевой товарищ Василия Беликова сообщил, что её сын был ранен под городом Каневом и отправлен в госпиталь.

## Подвиг
Василий Беликов 28 сентября 1943 года переправился с бойцами через Днепр в районе села Селище Каневского района Черкасской области Украины. На правом берегу реки их встретил пулеметный огонь. Сержант Беликов приказал отделению окопаться и стрелять, отвлекая фашистов, а сам вместе с одним бойцом зашёл в тыл пулеметчику, находившемуся справа и уничтожил его. Затем второго. Стреляя из трофейных пулеметов, Беликов с напарником при поддержке товарищей выбили немцев из села, уничтожив 19 немцев и 6 захватив в плен.

## Награды
- Медаль «Золотая Звезда» Героя Советского Союза (Указ Президиума Верховного Совета СССР от 24 апреля 1944 года)
- Орден Ленина
- медаль «За отвагу» (Приказ № 14031 от 20.10.1943 года)
- медаль «За боевые заслуги» (Приказ № 10039 от 22.08.1943 года)

## Память
- На родине Героя ему установлен бюст.
- Его имя увековечено на Мемориале Славы в г. Барнауле
- Его имя на пилонах памятника погибшим в Великой Отечественной войне в р. п. Чаны Новосибирской области
- Его имя выгравировано на Аллее Героев у Монумента Славы в г. Новосибирске.
- В 2016 году на Федеральном военном мемориальном кладбище установлен кенотаф[1].